# SpaceX Crew-4
SpaceX Crew-4 war der siebte bemannte Flug eines US-amerikanischen Crew-Dragon-Raumschiffs. Die Crew-4-Mission startete am 27. April 2022 vom Kennedy Space Center und brachte vier Astronauten für einen Langzeiteinsatz zur ISS. Die Mission fiel in den Zeitraum der ISS-Expeditionen 67 und 68 und überlappte sich mit SpaceX Crew-5. Die Rückkehr zur Erde erfolgte mit einer Wasserung am 14. Oktober 2022.

## Besatzung
Am 12. Februar 2021 teilte die NASA Kjell Lindgren und Bob Hines dem Flug zu, am 28. Mai wurde Samantha Cristoforetti als Besatzungsmitglied bekannt gegeben und schließlich Jessica Watkins am 16. November 2021 als Besatzung bestätigt.
Die Besatzung war folgendermaßen eingeteilt:
- Kjell Lindgren, Kommandant (2. Raumflug, USA/NASA)
- Bob Hines, Pilot (1. Raumflug, USA/NASA)
- Samantha Cristoforetti, Missionsspezialistin (2. Raumflug, Italien/ESA)
- Jessica Watkins, Missionsspezialistin (1. Raumflug, USA/NASA)

Samantha Cristoforetti absolvierte während ihres Aufenthalts an Bord der ISS die Mission Minerva, die von der ESA geleitet wird. 

## Start und Ankopplung

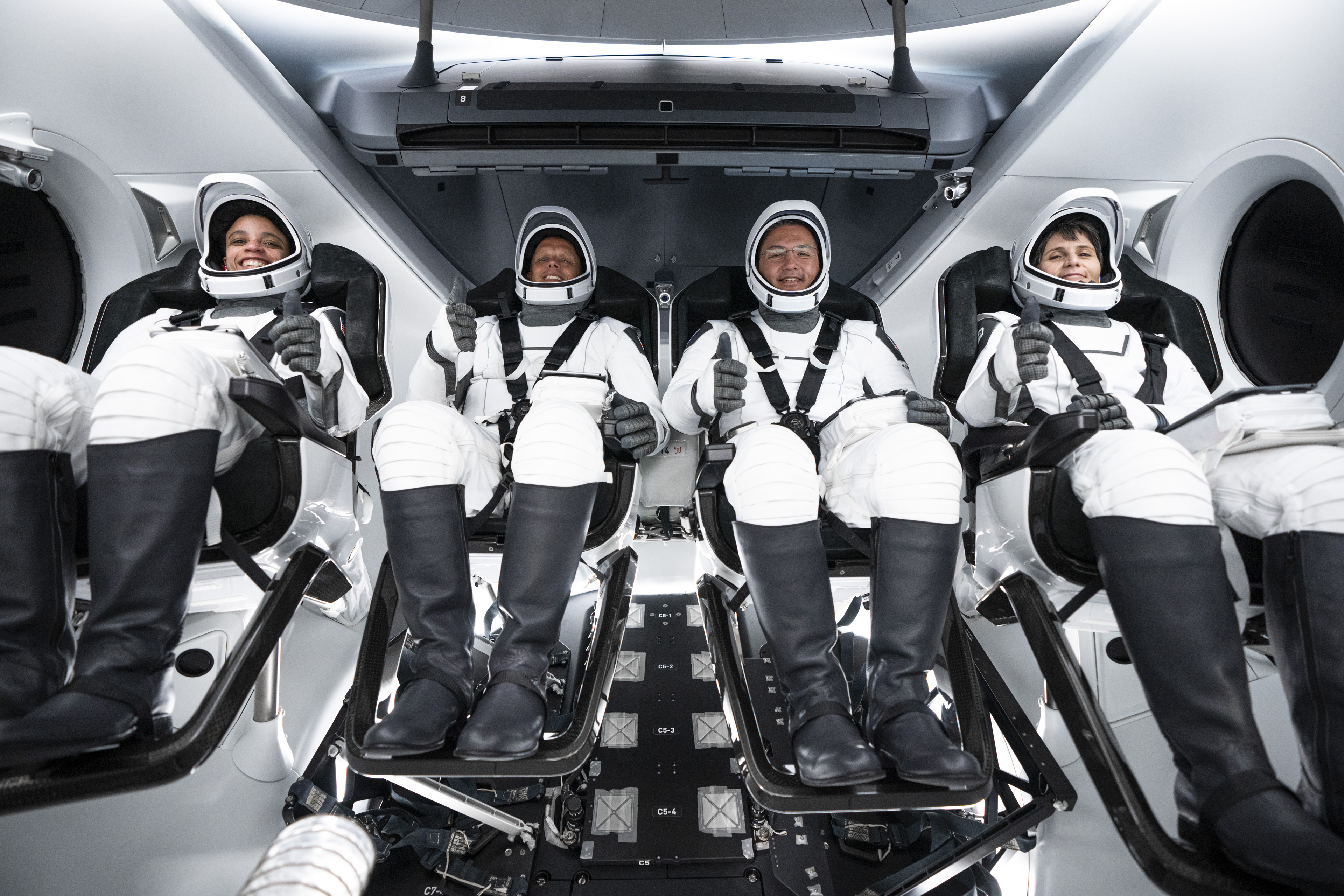
Die Besatzung von Crew-4 während eines Übungsdurchlaufs des Starts in den Druckanzügen der Crew Dragon Raumkapsel, aufgenommen am 20. April 2022.

Der Start war ursprünglich am 23. April 2022 geplant, aber verzögerte sich, nachdem das Raumschiff Endeavour der privaten Raumfahrt-Mission Ax-1 wegen schlechten Wetters in der Landezone nicht wie geplant am 20. April 2022 von der ISS abdockte. Dadurch blockierte Endeavour den für Crew-4 vorgesehenen Andockplatz am Harmony-Modul der Raumstation. Zudem verlangte die NASA einen Zeitabstand von 2 Tagen zwischen der Landung von Ax-1 und dem Start der Freedom der Crew-4 für Nachuntersuchungen; Beide Raumschiffe sind vom Typ Crew Dragon und werden von SpaceX betrieben. Die Kopplung an der ISS erfolgte nur 16 Stunden nach dem Start, die bisher schnellste Anreise eines Dragon-Raumschiffs.

## Abdockung und Landung
Die Abdockung war für den 13. Oktober 2022, 14:05 Uhr (UTC) vorgesehen, musste jedoch aufgrund einer aufziehenden Kaltfront im Bereich der geplanten Wasserungszonen im Atlantik vor der Küste Floridas sowie im Golf von Mexiko verschoben werden.
Die Abdockung der Raumfähre fand nach mehreren weiteren Verschiebungen schließlich am 14. Oktober 2022 um 16:05 Uhr (UTC) statt, die erfolgreiche Wasserung erfolgte kurz darauf um 20:55 Uhr (UTC) im Atlantik in der Nähe von Jacksonville (Florida).